# Stellognatha maculata
Stellognatha maculata là một loài bọ cánh cứng trong họ Cerambycidae.